# Mimela sakishimana
Mimela sakishimana är en skalbaggsart som beskrevs av Shuhei Nomura 1973. Mimela sakishimana ingår i släktet Mimela och familjen Rutelidae. Inga underarter finns listade i Catalogue of Life.